# Модеус, Мартин
Мартин Модеус (швед. Nils Martin Modéus; род. 1 марта 1962, Йёнчёпинг) — шведский богослов, епископ, архиепископ архидиоцеза Уппсалы и 71-й глава Церкви Швеции.
С 2011 по 2022 год Модеус был епископом Линчёпингского диоцеза.

## Биография
Модеус был рукоположён в священники в 1986 году в диоцезе Векшё, когда ему было 17 лет. Он служил викарием прихода Бьярум до 1988 года, когда он стал руководителем округа и викарием прихода Туллинге-Тумба в Стокгольмском диоцезе. Он занимал эту должность до 1995 года. В 1996 году Церковь Швеции поручила ему написать книгу, результатом которой стала книга Tradition och liv (Традиция и жизнь).
С 1997 по 1999 год Модеус защитил докторскую диссертацию по толкованию Ветхого Завета в Лундском университете. С 2000 по 2003 год Модеус снова работал викарием в Тюллинге-Тумбе. В 2003 году занял пост викария диоцеза Стокгольма, отвечая за развитие церковного богослужения. Он служил на этом посту до марта 2011 года, когда был избран на должность епископом диоцеза Линчёпинга.

### Епископ диоцеза Линчёпинга
6 марта 2011 года Модеус был рукоположён в епископа диоцеза Линчёпинга в Кафедральном соборе Уппсалы архиепископом Андерсом Вейрюдом. Как свой лозунг, он выбрал слова «Жить вместе со Христом», взятые из послания к Ефесянам. Модеус являлся 64-м епископом диоцеза Линчёпинга.
На свое 50-летие 1 марта 2012 года Мартин Модеус создал фонд для поддержки детей и молодежи диоцеза Линчёпинга. Фонд получил название Martin Modéus födelsedagsfond.
26 ноября 2022 года Модеус сложил свои полномочия во время мессы в кафедральном соборе Линчёпинга и таким образом завершил своё служение как епископ в диоцезе Линчёпинга. На мессе присутствовали епископы Мартин Линд и Мартин Лённебо.

### Выборы архиепископа Церкви Швеции
30 марта 2022 г. были представлены результаты выдвижения кандидатур на выборы архиепископа Церкви Швеции. Модеус стал кандидатом и в результате получил наибольшее количество голосов (29,25 %), став таким образом одним из пяти кандидатов на пост архиепископа. В первом туре выборов 18 мая Модеус снова получил наибольшее количество голосов - 37,8 %. 8 июня 2022 года вместе с епископом Йоханом Далманом он попал во второй тур выборов. Модеус получил 59,0 % голосов и, таким образом, был избран епископом архидиоцеза Уппсалы и архиепископом Церкви Швеции. На этой должности он сменил Антье Якелена.

### Глава Церкви Швеции
4 декабря 2022 года Модеус был рукоположён на служение в качестве 71-го архиепископа Церкви Швцеии на торжественной мессе в Кафедральном соборе Уппсалы. На мессе присутствовала шведская королевская чета и представители правительства Швеции. Во время мессы Модеус получил архиепископский крест и архиепископский посох. В своей проповеди он поднял такие темы, как радость, освобождение, подлинность и благодать.

#### Епископские хиротонии
В качестве архиепископа Мартин Модеус рукоположил следующих епископов:
- Эрик Экердал, диоцез Висбю (15 января 2023 г.)
- Марика Марковиц, диоцез Линчёпинга (15 января 2023 г.).

## Личная жизнь
Мартин Модеус — сын преподавателей Нильса Модеуса и Ингрид Модеус. У него есть два брата: Фредрик Модеус, 1964 года рождения, епископ диоцеза Векшё, и Даниэль Модеус, 1970 года рождения, работающий адвокатом в Стокгольме. Мартин Модеус женат на педагоге Марианне Лэнгби Модеус и имеет троих детей от предыдущего брака.